# Twinkie

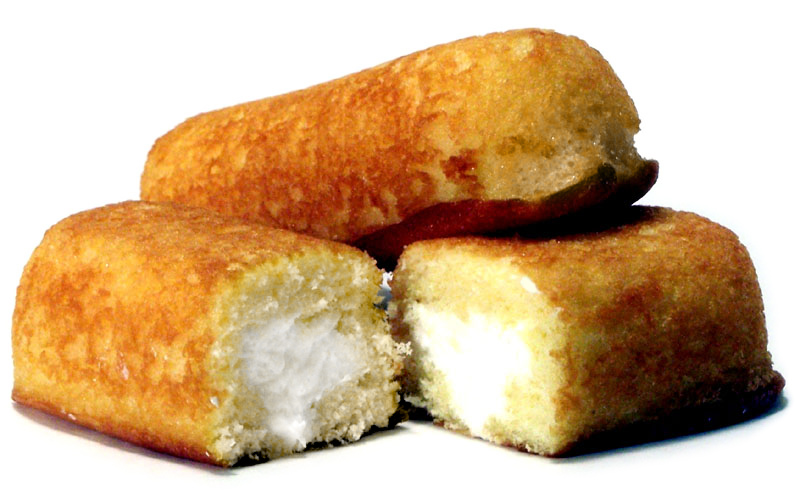
Twinkies.

Un twinkie es un pequeño bizcocho de masa esponjosa con un relleno cremoso en su interior, creado en 1930 en Estados Unidos por James Alexander Dewar. Fue elaborado y distribuido por la compañía Hostess Brands hasta 2012, y a partir de ese año su fabricación pasó a la empresa Vachon Inc. de Saputo Incorporated con sede en Canadá.

## Características
Los Twinkies miden 12×3,75 cm y se distribuían en paquetes de tres. En los Estados Unidos el Twinkie es entendido como la quinta-esencia de la comida basura. Cada Twinkie contiene unas 145 kilocalorías (607 kilojoules). Es tan popular en EE. UU. que la producción alcanzaba los quinientos millones cada año. La mascota publicitaria de este bollo es Twinkie the Kid y puede encontrarse en los paquetes y el merchandising relacionado con el producto.

## Historia
El Twinkie fue inventado el 6 de abril del año 1930 por el panadero James Dewar, que intentaba hacer un dulce de galletas con una salsa de fresas. Los Twinkies originariamente contenían sólo relleno de crema de banana, pero fue reemplazado por relleno de crema de vainilla debido a las restricciones durante la Segunda Guerra Mundial. En junio de 2007 la empresa Hostess anunció que volvía al relleno de crema de banana.
En el año 2012, al inicio de una huelga de panaderos, la empresa Hostess anunció el cierre de su compañía, y un posible final para los afamados pastelitos estadounidenses. La última entrega se realizó el martes 11 de diciembre de 2012 en Chicago.
Pocos meses después de declarada la bancarrota, la empresa adquirió nuevos dueños y comenzó de nuevo la producción, aunque no estuvo disponible nuevamente en todo Estados Unidos hasta el 2015.

## Otras versiones
En España se denominó cómo "Bucanero" y era fabricado por Bimbo. Estaba disponible en sabores vainilla y chocolate. Con posterioridad pasaron a llamarse "Círculo Rojo".
En México se denomina cómo "Submarino" y es fabricado por Marinela de Grupo Bimbo comúnmente en presentaciones de 3 pastelitos. Disponibles en 3 sabores: chocolate, vainilla y fresa. También en ediciones especiales los sabores zarzamoras con crema y moras.
También en este país la empresa Wonder lanzó los Twinkie estilizando en nombre a Twinky Wonder, se comercializó en 3 sabores vainilla y chocolate de 1980 a 2005 y sabor fresa de 1998 a 2005 y en edición especial el sabor fresas con crema en presentaciones de 3 pastelitos por empaque, después de que la empresa fuera comprada por la mexicana Grupo Bimbo en el 2005, a partir de 2015 Twinky regresó al mercado mexicano pero en presentación de un solo pastelito y sólo en sabor vainilla, bajo la submarca Marinela de Grupo Bimbo. 
En Chile es comercializado también por Marinela, bajo el nombre de "Rayita", la que antiguamente era fabricada por la empresa "Cena" y era de una calidad superior. En Perú se le conoce como "submarino", teniendo una versión en chocolate también. En Ecuador se conocen como 'Bony'. La masa tiene un ligero sabor a plátano y son producidos por Inalecsa. En Colombia, recientemente se lanzó la versión de Ramo, conocida como Cohetes, con sabores de fresa y arequipe aunque también se venden los Submarinos de Marinela con los sabores de mora, fresa, arequipe y chocolate.
En Venezuela lo comercializaba Taoro (comprado por Marinela de Venezuela)  bajo el nombre "Twinkies". Actualmente se denomina cómo "botecito" y es fabricado por la empresa nacional Once Once, disponible en sabores vainilla, fresa y chocolate. Se encuentra en presentaciones de 3, 6, 12 y 24 unidades. 